# ایم ته کیونگ
ایم ته کیونگ (به انگلیسی: Im Tae-kyung; ۴ ژوئیهٔ ۱۹۷۳) موسیقی‌دان و خواننده اهل کره جنوبی است. وی از سال ۲۰۰۱ میلادی تاکنون مشغول فعالیت بوده‌است.
از فیلم‌ها یا برنامه‌های تلویزیونی که وی در آن نقش داشته‌است می‌توان به مبهم اشاره کرد.